# Pará (calciatore 1986)
Pará, pseudonimo di Marcos Rogério Ricci Lopes (São João do Araguaia, 14 febbraio 1986), è un calciatore brasiliano, difensore svincolato.

## Caratteristiche tecniche
È un terzino destro.

## Carriera

### Club
È cresciuto nelle giovanili del Santo André.
Promosso in prima squadra nel 2004, ha collezionato 37 presenze e 8 gol fino al 2008. Successivamente si è trasferito al Santos, con cui ha giocato 99 partite segnando una rete, contribuendo alla vittoria del club nella Coppa Libertadores del 2011.
Nel 2012 è passato al Grêmio, dove è rimasto fino al 2014, disputando oltre 100 partite. A partire dal 2015 ha vestito la maglia del Flamengo, collezionando 111 presenze e 2 gol. Ha poi fatto ritorno al Santos dal 2019 al 2022, giocando 58 incontri.
Nel 2022 ha militato nel Brusque totalizzando24 presenze e nel 2023 ha firmato per la Portuguesa, senza tuttavia disputare alcuna partita ufficiale.

## Statistiche

### Presenze e reti nei club
Statistiche aggiornate al 21 novembre 2017.
| Stagione           | Squadra            | Campionato         | Campionato | Campionato | Coppe nazionali | Coppe nazionali | Coppe nazionali | Coppe continentali | Coppe continentali | Coppe continentali | Altre coppe | Altre coppe | Altre coppe | Totale | Totale | Totale |
| Stagione           | Squadra            | Comp               | Pres       | Reti       | Comp            | Pres            | Reti            | Comp               | Pres               | Reti               | Comp        | Pres        | Reti        | Pres   | Reti   |        |
| ------------------ | ------------------ | ------------------ | ---------- | ---------- | --------------- | --------------- | --------------- | ------------------ | ------------------ | ------------------ | ----------- | ----------- | ----------- | ------ | ------ | ------ |
| 2006               | Santo André        | B+PAU              | 6+7        | 0          | CB              | 0               | 0               |                    | -                  | -                  |             | -           | -           | 13     | 0      |        |
| 2007               | Santo André        | B+PAU              | 9+4        | 2+0        | CB              | 0               | 0               |                    | -                  | -                  |             | -           | -           | 13     | 2      |        |
| 2008               | Santo André        | B+PAU              | 22+0       | 6+0        | CB              | 0               | 0               |                    | -                  | -                  |             | -           | -           | 22     | 6      |        |
| Totale Santo André | Totale Santo André | Totale Santo André | 48         | 8          |                 | 0               | 0               |                    | -                  | -                  |             | -           | -           | 48     | 8      |        |
| 2008               | Santos             | A+PAU              | 15+0       | 1+0        | CB              | 0               | 0               |                    | -                  | -                  |             | -           | -           | 15     | 1      |        |
| 2009               | Santos             | A+PAU              | 33+18      | 0          | CB              | 0               | 0               |                    | -                  | -                  |             | -           | -           | 51     | 0      |        |
| 2010               | Santos             | A+PAU              | 31+20      | 0+1        | CB              | 9               | 0               | CS                 | 2                  | 0                  |             | -           | -           | 62     | 1      |        |
| 2011               | Santos             | A+PAU              | 20+18      | 0          | CB              | 0               | 0               | CL                 | 10                 | 0                  | Cdm         | 0           | 0           | 48     | 0      |        |
| 2012               | Santos             | A+PAU              | 0+4        | 0          | CB              | 0               | 0               | CL                 | 0                  | 0                  |             | -           | -           | 4      | 0      |        |
| Totale Santos      | Totale Santos      | Totale Santos      | 159        | 2          |                 | 9               | 0               |                    | 12                 | 0                  |             | 0           | 0           | 180    | 2      |        |
| 2012               | Grêmio             | A+GAU              | 34+7       | 0          | CB              | 7               | 0               | CS                 | 5                  | 0                  |             | -           | -           | 53     | 0      |        |
| 2013               | Grêmio             | A+GAU              | 35+10      | 1+0        | CB              | 6               | 0               | CL                 | 10                 | 0                  |             | -           | -           | 61     | 1      |        |
| 2014               | Grêmio             | A+GAU              | 33+13      | 0          | CB              | 1               | 0               | CL                 | 8                  | 0                  |             | -           | -           | 55     | 0      |        |
| Totale Grêmio      | Totale Grêmio      | Totale Grêmio      | 132        | 1          |                 | 14              | 0               |                    | 23                 | 0                  |             | -           | -           | 169    | 1      |        |
| 2015               | Flamengo           | A+CAR              | 29+17      | 1+1        | CB              | 7               | 1               |                    | -                  | -                  |             | -           | -           | 53     | 3      |        |
| 2016               | Flamengo           | A+CAR              | 27+2       | 0          | CB              | 0               | 0               | CS                 | 2                  | 0                  | PL          | 1           | 0           | 32     | 0      |        |
| 2017               | Flamengo           | A+CAR              | 29+13      | 1+0        | CB              | 7               | 0               | CL+CS              | 5+7                | 0                  | PL          | 1           | 0           | 62     | 1      |        |
| Totale carriera    | Totale carriera    | Totale carriera    | 456        | 14         |                 | 37              | 1               |                    | 49                 | 0                  |             | 2           | 0           | 544    | 15     |        |

## Palmarès

### Competizioni statali
- Campionato paulista: 2

Santos: 2010, 2011
- Campionato Carioca: 1

Flamengo: 2017

### Competizioni nazionali
- Coppa del Brasile: 1

Santos: 2010

### Competizioni internazionali
- Coppa Libertadores: 1

Santos: 2011